# Кочетовка (Зубово-Полянський район)
Кочето́вка (рос. Кочетовка, ерз. Кочетовка) — село у складі Зубово-Полянського району Мордовії, Росія. Входить до складу Горенського сільського поселення.
Населення — 83 особи (2010; 94 у 2002).
Національний склад станом на 2002 рік:
- татари — 99 %